# Morgan (Teksas)
Morgan – miasto w Stanach Zjednoczonych, w stanie Teksas, w hrabstwie Bosque.